# Serra do Rio do Rastro

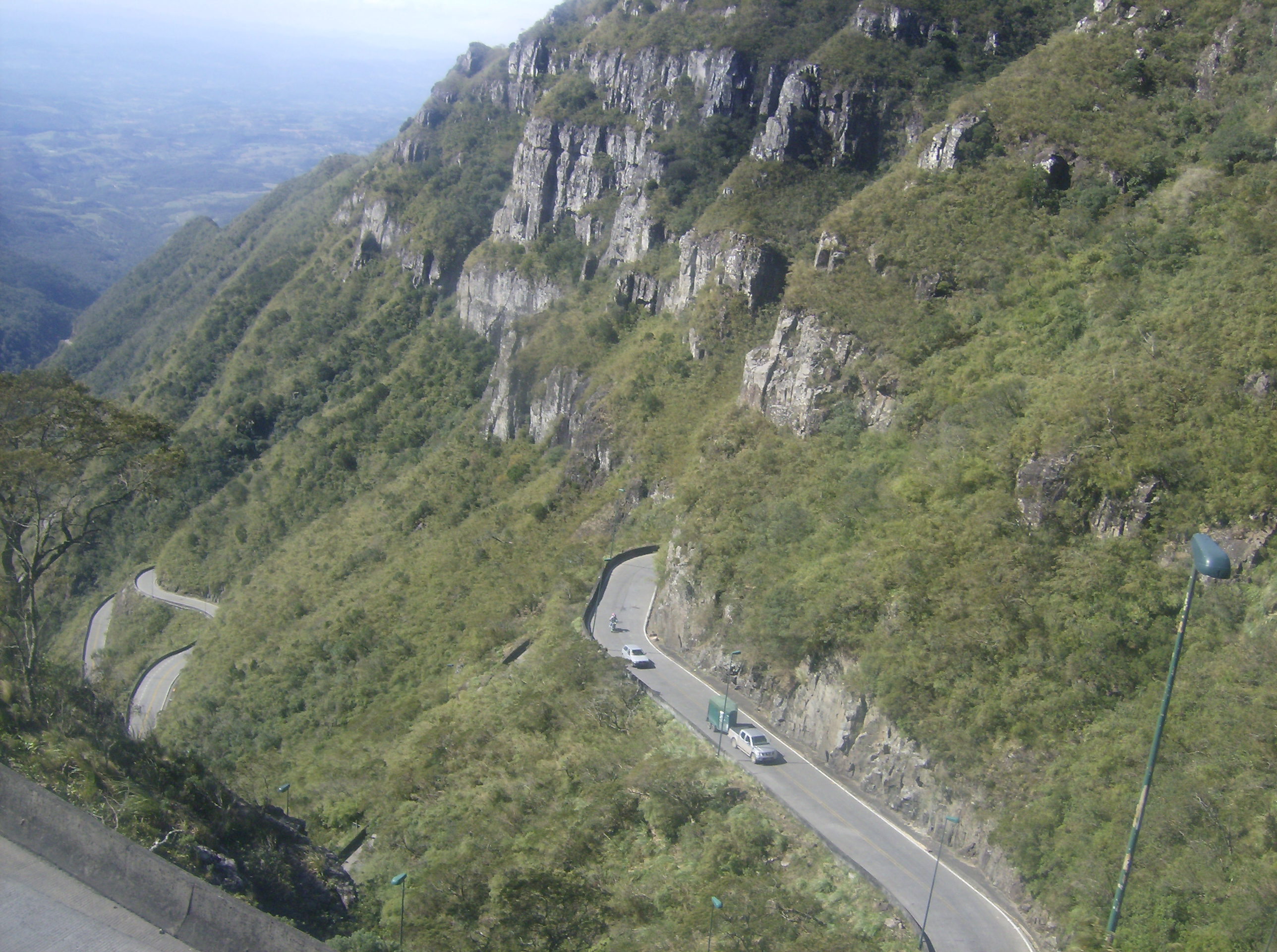
Carretera SC-438 en Serra do Rio do Rastro.

Serra do Rio do Rastro (IPA: [ˈsɛʁɘ du 'ʁiu du 'ʁastɾu], literalmente Sierra del Río del Rastro) es una sierra ubicada en el sudeste del estado de Santa Catarina, en la Región Sur de Brasil. La carretera SC-390 pasa por esta sierra, que tiene paisajes memorables y grandes peñones.
Esta sierra está situada entre los municipios de Lauro Müller y Bom Jardim da Serra y su punto más alto está situado a 1.460 metros sobre el nivel del mar. En las partes más elevadas de esta sierra, el océano Atlántico, ubicado a cerca de 100 km de distancia, puede ser visto. Son comunes las heladas  y puede nevar en sus partes más altas.